# Chantal Achterberg
Chantal Achterberg (Vlaardingen, 16 de abril de 1985) es una deportista neerlandesa que compitió en remo.
Participó en dos Juegos Olímpicos de Verano, obteniendo dos medallas, bronce en Londres 2012 (ocho con timonel) y plata en Río de Janeiro 2016 (cuatro scull).
Ganó cuatro medallas en el Campeonato Mundial de Remo entre los años 2009 y 2015, y tres medallas de plata en el Campeonato Europeo de Remo entre los años 2010 y 2015.

## Palmarés internacional
| Juegos Olímpicos   | Juegos Olímpicos            | Juegos Olímpicos  | Juegos Olímpicos   |
| Año                | Lugar                       | Medalla           | Prueba             |
| ------------------ | --------------------------- | ----------------- | ------------------ |
| 2012               | Londres (Reino Unido)       | Medalla de bronce | Ocho con timonel   |
| 2016               | Río de Janeiro (Brasil)     | Medalla de plata  | Cuatro scull       |
| Campeonato Mundial |                             |                   |                    |
| Año                | Lugar                       | Medalla           | Prueba             |
| 2009               | Poznań (Polonia)            | Medalla de oro    | Cuatro sin timonel |
| 2009               | Poznań (Polonia)            | Medalla de bronce | Ocho con timonel   |
| 2010               | Cambridge (Nueva Zelanda)   | Medalla de oro    | Cuatro sin timonel |
| 2015               | Aiguebelette (Francia)      | Medalla de bronce | Cuatro scull       |
| Campeonato Europeo |                             |                   |                    |
| Año                | Lugar                       | Medalla           | Prueba             |
| 2010               | Montemor-o-Velho (Portugal) | Medalla de plata  | Ocho con timonel   |
| 2014               | Belgrado (Serbia)           | Medalla de plata  | Scull individual   |
| 2015               | Poznań (Polonia)            | Medalla de plata  | Cuatro scull       |